# Distrikt Shamboyacu
Der Distrikt Shamboyacu liegt in der Provinz Picota in der Region San Martín in Nordzentral-Peru. Der Distrikt wurde am 29. Januar 1965 gegründet. Er besitzt eine Fläche von 392 km². Beim Zensus 2017 wurden 9671 Einwohner gezählt. Im Jahr 1993 lag die Einwohnerzahl bei 2333, im Jahr 2007 bei 7043. Sitz der Distriktverwaltung ist die etwa 300 m hoch gelegene Ortschaft Shamboyacu mit 1928 Einwohnern (Stand 2017). Shamboyacu befindet sich knapp 25 km ostsüdöstlich der Provinzhauptstadt Picota.

## Geographische Lage
Der Distrikt Shamboyacu liegt an der Westflanke der Cordillera Azul im Südosten der Provinz Picota. Der Distrikt erstreckt sich über das obere Einzugsgebiet des Río Ponasa, einen rechten Nebenfluss des Río Huallaga. Die östliche Distriktgrenze verläuft entlang der Wasserscheide zum weiter östlich verlaufenden Río Ucayali.
Der Distrikt Shamboyacu grenzt im Südwesten an den Distrikt Bajo Biavo (Provinz Bellavista), im Westen an den Distrikt Tingo de Ponasa, im Norden an den Distrikt Tres Unidos sowie im Osten und im Südosten an den Distrikt Pampa Hermosa (Provinz Ucayali).

## Ortschaften
Im Distrikt gibt es neben dem Hauptort folgende größere Ortschaften:
- Alfonso Ugarte (785 Einwohner)
- Alto Ponaza (524 Einwohner)
- Chambira (272 Einwohner)
- El Paraiso (300 Einwohner)
- La Esperanza de Ojecillo (269 Einwohner)
- Legia (211 Einwohner)
- Nuevo Amazonas (268 Einwohner)
- Santa Rosa (344 Einwohner)
- Simón Bolívar (375 Einwohner)
- Valle La Unión (260 Einwohner)
- Vista Alegre (367 Einwohner)